# Emilio Sineo
Emilio Sineo (Sale, 5 giugno 1850 – Torino, 26 febbraio 1898) è stato un avvocato e politico italiano.

## Biografia
Figlio dell'avvocato Riccardo e di Giuseppina Villanis, fu Ministro delle poste e dei telegrafi del Regno d'Italia nei Governi di Rudinì III e di Rudinì IV.